# کیوگوکو تاداتاکا
کیوگوکو تاداتاکا (به ژاپنی: 京極 忠高 Kyōgoku Tadataka) (۱۵۹۳ – ۱۶۳۷ میلادی) یک دایمیوی ژاپنی در دوره ادو بود. او پسر کیوگوکو تاکاتسوگو بود. مادر وی یکی از زنان غیراصلی تاکاتسوگو بود و تاداتاکا توسط همسر اصلی پدرش، اوهاتسو به عنوان فرزندخوانده بزرگ شد. همسر اصلی وی چهارمین دختر توکوگاوا هیده‌تادا و گو (دختر خواهر اوهاتسو) بود.